# Grana Padano
Grana Padano je  zelo trd italijanski sir za ribanje, ki izvira iz Padske nižine, po kateri nosi tudi ime.

## Zgodovina
Izvor sira Grana Padano naj bi bil v cistercijanskem samostanu Chiaravalle pri Milanu, kjer naj bi bili menihi že v enajstem stoletju tako uspešni pri spreminjanju Padske nižine v pašnike in travnike ter podjetni, da so morali razmišljati tudi o načinu porabe viškov mleka. Trdi sir, ki so ga razvili, so poimenovali grana (it. zrno), zaradi bolj zrnaste strukture. Razvoj tovrstnega trdega sira je potekal v dve smeri, v današnji sire vrste »grana« in nekoliko kasneje v sire vrste »parmezan«, od katerih je najbolj znan Parmigiano Reggiano.
Dne 1. junija 1951 so v Stesi, Piemont, ob jezeru Maggiore, proizvajalci in tehnologi evropske sirarske industrije sklenili pisni dogovor, s katerim so določili pravila za proizvodnjo in uradno poimenovanje sirov ter za določitev njihovih specifičnih lastnosti. Takrat so tudi razločili dve vrsti sira »Grana Lodigiano«, ki ju danes poznamo kot Grana Padano in Parmigiano Reggiano.

## Značilnosti
Sir je prijetnega okusa, ki spominja na orehe in rahlo pikanten. Ima zelo trdo, zrnasto testo, ki se školjkasto lomi, na prerezu so robovi ostri, barva je rumenkasta, očesca so lahko le nakazana, skorja pa zlatorumene barve.  Hlebec ima obliko valja z rahlo izbočenimi stranicami in premerom od 35 do 45 cm ter višino od 15 do 18 cm. Teža hlebca je med 24 in 40 kg, vendar pa ne sme biti manjša od 24 kg. Sir prodajajo v kosih, ali že naribanega, vakuumsko pakiranega.

## Proizvodnja
Sir izdelujejo iz surovega kravjega mleka, za izdelavo sira Grana Padano je dovoljena pri krmi krav mlekaric poleg trave s pašnika in sena tudi koruzna silaža. V povezavi s tem je tudi uporaba aditivov v siru, ker je v velikih silosih silaže večja možnost razvoja bakterijskih kultur, ki bi naprej delovale tudi v siru. Zato se pri proizvodnji sira uporablja aditiv z oznako E 1105 (lizocim), v razmerju 25 g na 1000 litrov mleka, ki deluje kot konzervans. Mleka v proizvodnji sira ne smejo ohlajati pod 8 stopinj Celzija. Za razliko od proizvodnje Grana Padano, se pri proizvodnji sira Parmigiano Reggiano aditivov ne uporablja.
Absolutna vrednost vode po dveh letih staranja je med 28 do 30%, medtem ko vrednost vode v nemaščobni snovi znaša do 50%. Iz 15 litrov mleka pridobijo povprečno 1 kg sira.

### Območje proizvodnje
Izdelava sira grana padano z oznako »DOP« (Denominazione di origine protteta) je omejena na območja:

Emilija - Romanja: pokrajina Piacenza, proizvodnja dovoljena tudi v delu pokrajine Bologna (levi breg reke Reno) ter v pokrajinah Ravena, Forlì-Cesena in Rimini;

Lombardija: pokrajine Bergamo, Brescia, Cremona, Lodi, Mantova (levi breg Pada), Milano in Pavia, proizvodnja dovoljena tudi v pokrajinah Como, Lecco, Sondrio in Varese;

Piemont: pokrajina Cuneo, proizvodnja dovoljena tudi v pokrajinah Alessandria,
Asti, Biella, Verbano-Cusio-Ossola, Novara, Torino in Vercelli;

Trentinsko - Zgornje Poadižje: pokrajina Trento

Benečija:  pokrajine Padova, Verona, Vicenza, Rovigo in Treviso, proizvodnja dovoljena tudi v pokrajini Venezia.

### Variante sira glede na čas staranja
- Grana Padano (9 do 16 mesecev): tekstura je še vedno kremasta, le rahlo zrnata;
- Grana Padano oltre 16 mesi (nad 16 mesecev): bolj drobljiva tekstura, izrazitejši okus;
- Grana Padano Riserva (nad 20 mesecev): zrnata, drobljiva tekstura in poln okus.

## Zaščita označbe porekla
Originalno ime sira Grana Padano je zaščiteno z italijanskim odlokom št. 1269 z dne 30. oktobra 1955. V Italiji so živila z zaščito označbe porekla označena s oznako »DOP« (Denominazione di origine protteta), italijanska vina z zaščiteno geografsko označbo pa z oznako »DOC« (Denominazione di origine controllata).